# Inagawa-kai
El Inagawa-kai (稲川会?)  es el tercer grupo yakuza más grande de Japón, con aproximadamente 3100 miembros. Tiene su sede en la región de Kantō y es una de las primeras organizaciones yakuza en comenzar a operar en el extranjero.

## Historia

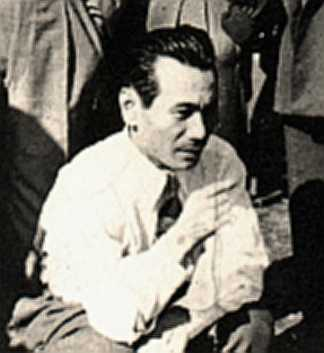
Tatsuo Deguchi (n. 1923 en Miyazaki - 1955), un subjefe importante en la historia temprana de Inagawa

El Inagawa-kai  fue fundado en Atami, Shizuoka en 1949como Inagawa-gumi (稲川組?) por Kakuji Inagawa.  La mayoría de sus miembros procedían de los bakuto (jugadores tradicionales), y apuestas ilegales, las que han sido las principales fuentes de ingresos del clan. También se ha expandido a campos como el narcotráfico, el chantaje, la extorsión y la prostitución.
El Inagawa-gumi paso a llamarse Inagawa-kai en 1972..  Después de Kakuji Inagawa, la pandilla fue dirigida por Susumu Ishii, quién llevó a la organización a una prosperidad financiera sin precedentes durante la burbuja económica japonesa durante la década de 1980. En un momento, se estimó que los activos del clan superaban los 1,500 millones de dólares. Después de la muerte de Ishii en 1990, el hijo de Inagawa, Toi Inagawa, asumió el cargo de kumicho y dirigió el clan hasta su muerte en mayo de 2005. Yoshio Tsunoda tomó el relevo en 2006 y encabezó el clan hasta su muerte en febrero de 2010. Kazuo Uchibori puede ser el próximo en la línea para liderar el clan, pero su condición de "kyodaibun" (hermano de sangre) de Takeuchi Teruaki, un miembro señor de Yamaguchi-gumi, puede complicar las cosas.
En febrero de 2009, Inagawa-kai 'Honbu' (oficina central) se mudó del distrito de Roppongi de Tokio a Akasaka. Actualmente existe una fuerte resistencia por parte de los grupos políticos locales y los residentes de Akasaka, siendo probable una nueva mudanza
El Inagawa-kai ayudó discretamente a brindar ayuda a la población afectada tras el terremoto y tsunami de Tōhoku de 2011 enviando suministros a las áreas afectadas. En conjunto, el grupo envió más de 100 toneladas de suministros, incluidos ramen instantáneo, brotes de soja, pañales de papel, baterías, linternas, té y agua potable, a la región de Tōhoku. El grupo ha tenido un decremento importante en los últimos años, contando con 1,900 miembros oficiales y 1,200 cuasi miembros a finales de 2021.

## Personas clave
Las figuras renombradas de Inagawa-kai en el siglo XX incluyen a Tatsou Deguchi (conocido como el "Tatsu el marroquí" o "Tatsu de Marruecos"), Kingo Yoshimizu, Kijin Inoue,Takamasa Ishii, Haruki Sho y Kiichiro Hayashi.  Haruki Sho (趙春樹?), conocido como "jefe de Gotenba", era originalmente un ciudadano chino que se mudó a Japón como trabajador forzado con su familia. Era más conocido como el Gran Consejero de la tercera generación de Inagawa-kai y fue uno de los padrinos más respetados en la historia de Inagawa.

## Liderazgo
- 1.er kaicho: Seijo Inagawa (nombre real: Kakuji Inagawa)
- 2.º kaicho: Susumu Ishii (nombre real: Susumu Ishii)
- 3.er kaicho: Toi Inagawa (real name: Toi Inagawa)
- 4.º kaicho: Yoshio Tsunoda
- 5.º kaicho: Jiro Kiyota (nombre en coreano: Shin Byong-Kyu, 신병규)

## En la cultura popular
- En la película de 2010 Predators, uno de los protagonistas principales Yakuza, un sicario conocido como Hanzo (protagonizado por Louis Ozawa Changchien) quien se revela como un miembro de alto rango de Inagawa-kai..
- En el juego de rol de mesa Shadowrun,el kaicho (jefe/jefe/oyabun) de Inagawa-kai en el universo Shadowrun es Michizane Oi, un notorio elfo japonés y Yakuza gánster e hijo de un poderoso ejecutivo, Samba Oi, el presidente de la junta de Mitsuhama Computer Technologies (o MCT), uno de los Keiretsus más grandes de Japón.
- En Hitman 2: Silent Assassin, uno de los personajes, Tanaka Kusahana es un miembro de alto rango de Inagawa-kai (saiko-komon o asesor principal).